# Adrian Durrer
Adrian Durrer (* 13. Juli 2001 in Basel) ist ein Schweizer Fussballspieler, der zurzeit leihweise für den FC Winterthur spielt.

## Karriere

### Verein
Durrer begann seine Laufbahn in der Jugend des FC Basel. Zur Saison 2020/21 wurde er in das Kader der zweiten Mannschaft befördert. Am 22. August 2020, dem 3. Spieltag, gab er beim 2:0 gegen den FC Rapperswil-Jona sein Debüt für die Reserve des FCB in der drittklassigen Promotion League, als er in der 69. Minute für Leonardo Gubinelli eingewechselt wurde. Bis Saisonende absolvierte er sieben Spiele in der dritthöchsten Schweizer Spielklasse. Zudem debütierte er am 13. März 2021, dem 25. Spieltag, für die erste Mannschaft in der erstklassigen Super League, als er im Spiel gegen den FC Luzern in der 87. Minute für Darian Males in die Partie kam und in der Nachspielzeit den Treffer zum 4:1-Endstand erzielte. Dies blieb sein einziger Profieinsatz in dieser Spielzeit.
Im Januar 2022 wurde Durrer an den FC Lugano verkauft. Dort kam er in der Rückrunde zu elf Super League-Einsätzen – mehrheitlich als Einwechselspieler. Auf die Rückrunde der Saison 2022/23 hin wurde er für ein halbes Jahr an die AC Bellinzona verliehen, nachdem er in Hinrunde zu lediglich noch drei Einsätzen im Fanionteam der Tessiner kam. Als er in der nächsten Saison zurück in Lugano sich wiederum nicht in der ersten Mannschaft durchsetzen konnte, wechselte er im Februar 2024 erneut leihweise für eine halbe Saison zum Ligarivalen FC Winterthur.

### Nationalmannschaft
Durrer spielte zwischen 2015 und 2018 insgesamt fünfmal für Schweizer U-Nationalmannschaften.

## Erfolge
FC Lugano
- Schweizer Cupsieger: 2022